# سونگ ژائه-کی
سونگ ژائه کی (به کره‌ای: 성재기) (متولد ۱۱ سپتامبر ۱۹۶۷ و متوفی ۲۶ ژوئیه ۲۰۱۳) نام یک فعال اجتماعی اهل کره جنوبی است که اعتقادات شدید ضد فمینیستی داشته و معتقد به مردسالاری می‌بود. وی همچنین بنیانگذار انجمن مرد کره‌ای بوده است.